# Vicente Salvá
Vicente Salvá y Pérez, född 10 november 1786 i Valencia, död 5 maj 1849 i Paris, var en spansk filolog. 
Salvá var liberal deputerad och tvingades 1823 emigrera till England, där han publicerade sin omfattande bibliografiska Catálogo och en Gramática castellana. År 1840 flyttade han till Paris och utarbetade där Diccionario latino-español samt utgav ett flertal filologiska arbeten. Vid återkomsten till Spanien avslutade han Nuevo diccionario francés-español- y español-francés (tionde upplagan 1885). Vidare utgav han Nuevo diccionario de la lengua castellana por la Academia Española, añadido con veintiséis voces (1879). Hans namn är upptaget i Spanska akademiens "Catálogo de autoridades de la lengua".